# Put-in-Bay, Ohio
Put-in-Bay là một làng thuộc quận Ottawa, tiểu bang Ohio, Hoa Kỳ. Năm 2010, dân số của làng này là 138 người.

## Dân số
- Dân số năm 2000: 128 người.
- Dân số năm 2010: 138 người.